# Elizabeth S. Anderson

Elizabeth S. Anderson (2019)

Elizabeth S. Anderson (* 1959) ist eine US-amerikanische Professorin für Philosophie und Ethik. Ihre Hauptforschungsgebiete sind politischen Philosophie und feministische Theorie.

## Leben
Anderson studierte von 1977 bis 1981 am Swarthmore College und erwarb dort ihren Bachelor in Philosophie mit Nebenfach Volkswirtschaft. Zwischen 1981 und 1987 studierte sie an der Harvard University, wo sie 1984 mit dem Master und 1987 mit dem Doktortitel in Philosophie abschloss.
Heute lehrt und forscht sie als „Arthur F. Thurnau Professor und John Rawls Collegiate“ Professor of Philosophy an der Universität Michigan in Ann Arbor. Ihre Hauptforschungsgebiete sind die Gerechtigkeitsaspekte in der politischen Philosophie, die Demokratietheorie, aber auch feministische Theorien.
Im Jahre 2008 wurde sie in die American Academy of Arts and Sciences gewählt, 2020 als Auswärtiges Mitglied in die British Academy, 2021 in die American Philosophical Society. 2019 wurde sie MacArthur Fellow.

## Denken
In ihrer Doktorarbeit Value in Ethics and Economics und ihrem 1993 veröffentlichten, gleichnamigen Buch kritisiert sie konsequentialistische Theorien und entwickelt eine alternative pluralistische Werttheorie. Ihrer Werttheorie zufolge bestimmt sich der Wert von Gütern aus der Art und Weise und dem Zusammenhang der Bewertung. Träger intrinsischer Werte sind vor allem Personen, auch Tiere oder andere natürliche oder kulturelle Entitäten. Die rationale Bewertung orientiert sich bei ihr an Idealen, d. h. an Vorstellungen einer besseren oder der richtigen Art und Weise zu leben. Rationale Handlungen dienen nicht nur der Herstellung gewollter Zustände, sondern sind auch selbst Ausdruck von Werten. Sie diskutiert die Anwendung der Theorien auf ökonomische Fragestellungen wie Grenzen von Märkten, der Kommodifizierung der Arbeit von Frauen und Kosten-Nutzen-Analysen von Sicherheits- und Umweltproblemen.
Ihr Buch Private Regierung kam nach Erscheinen im Mai 2019 auf Anhieb auf Platz 5 der Top-10-Sachbuchbestenliste von ZDF, Deutschlandfunk Kultur und Die Zeit. Der Rezensent Matthias Becker zog daraus das Fazit, Anderson kritisiere einige theoretische Grundlagen des Wirtschaftsliberalismus, ihre demokratietheoretischen Folgerungen seien demgegenüber „überraschend zahm“.

## Werke (Auswahl)

### Bücher
- Value in Ethics and in Economics, Harvard University Press, 1993
- Private Government: How Employers Rule Our Lives (and Why We Don't Talk about It). Princeton University Press, 2017, ISBN 978-0-691-17651-2.
  - Private Regierung. Wie Arbeitgeber über unser Leben herrschen (und warum wir nicht darüber reden), aus dem Amerikanischen von Karin Wördemann, Suhrkamp, Berlin 2019, ISBN 978-3-518-58727-0
- Hijacked: How Neoliberalism Turned the Work Ethic against Workers and How Workers Can Take It Back. Cambridge, UK, 2023: Cambridge University Press. ISBN 978-1-009-27543-9.

### Artikel
- „Is Women's Labor a Commodity?“, 1990 in Philosophy and Public Affairs
- „The Ethical Limitations of the Market“, 1990 in Economics and Philosophy
- „John Stuart Mill and Experiments in Living“, 1991 in Ethics
- „Feminist Epistemology: An Interpretation and Defense“, 1995 in Hypatia
- „Knowledge, Human Interests, and Objectivity in Feminist Epistemology“, 1995 in Philosophical Topics
- „The Democratic University: the Role of Justice in the Production of Knowledge“, 1995 in Social Philosophy and Policy
- „What is the Point of Equality?“, 1999 in Ethics
- „Integration, Affirmative Action, and Strict Scrutiny“, 2002 in NYU Law Review
- „Sen, Ethics, and Democracy“, 2003 in Feminist Economics

## Belege
1. 1 2  Elizabeth Secor Anderson: Value in ethics and in economics. 1987 (proquest.com).
2. ↑  Paul Seabright: Reviewed Work: Value in Ethics and Economics. by Elizabeth Anderson. In: The Philosophical Review. April 1995, doi:10.2307/2185995.
3. ↑  Die besten Sachbücher im Mai 2019, Deutschlandfunk Kultur vom 23. April 2019, abgerufen am 12. Mai 2019
4. ↑  „Wie Arbeitgeber über ihre Beschäftigten herrschen“, Deutschlandfunk vom 6. Mai 2019, abgerufen am 12. Mai 2019

| Personendaten    | Personendaten                                      |
| ---------------- | -------------------------------------------------- |
| NAME             | Anderson, Elizabeth S.                             |
| KURZBESCHREIBUNG | US-amerikanische Philosophin und Hochschullehrerin |
| GEBURTSDATUM     | 1959                                               |